# گیره‌ماهی‌سانان
گیره‌ماهی‌سانان (نام علمی: Gobiesociformes) نام یک راسته از فراراستهُ خاربالگان است.